# Cocohana
Cocohana (яп. ココハナ кокохана), ранее Chorus (яп. コーラス ко:расу)
 — ежемесячный японский журнал манги для женщин (дзёсэй), выпускаемый издательством Shueisha с 28 мая 1994 года. По данным на 2009 год, его тираж составляет 150 тыс. экземпляров. В Cocohana печаталась такая известная манга, как Pride, Honey and Clover, Yukan Club, Clover, Tennen Kokekko
Также публикуется ежеквартальное приложение Bessatsu Chorus (яп. 別冊コーラス бэссацу ко:расу).

## История
Первоначальная версия Cocohana представляла собой приложение к ежемесячному журналу The Margaret компании Shueisha. Первый его номер (под названием Chorus) был издан в феврале 1992 года, затем были опубликованы два номера в апреле и октябре 1993 года. В мае 1994 года Chorus превратился в независимое издание, первый номер которого вышел в июле.
В 2002 году издание было полностью обновлено: изменён состав авторов, уменьшен размер журнала. После закрытия Young You в октябре 2005 года некоторая манга была перенесена в Chorus. Авторы Young You также перешли в Chorus.
С ноября-декабря 2011 года журнал был переименован в Cocohana. В первом номере обновленного издания было опубликовано девять новых работ и две старых манги из Chorus — Kazoku Switch Торико Тии и Papa Told Me Нанаэ Харуно.
| Год   | 2004    | 2005    | 2006    | 2007    | 2009    | 2010    |
| ----- | ------- | ------- | ------- | ------- | ------- | ------- |
| Тираж | 151 250 | 145 833 | 164 583 | 158 334 | 150 417 | 136 250 |

## Манга

### ВChorus
- Kyaria Kogitsune Kin no Machi (キャリア こぎつね きんのまち) Маюми Исии
- Samurai Kaasan (サムライカアサン) Мины Итабы
- Higepiyo (ヒゲぴよ) Рисы Ито
- Chikutaku Bonbon (ちくたくぼんぼん) Бун Кацуты
- Yottsu no Kisetsu (よっつの季節) Кудзиры
- Hana ni Somu (花に染む) Фусако Курамоти
- Manpukuji (万福児) Хонго Симоёсиды
- Tanin Kurashi (他人暮らし) Фумико Танигавы
- Papa Told Me Харуно Нанаэ
- Mama wa Tenparist (ママはテンパリスト) Акико Хагасимуры
- Seigi no Mikata[англ.] Хидзири Тиаки
- Heavenly Kiss (ヘヴンリー・キス) Масаи Миягавы
- Kishuku no Niwa (鬼宿の庭) Миоко Сано
- Kazoku Switch (家族スイッチ) Торико Тии

### ВCocohana
- «Бла-бла-бла» Акико Хигасимуры[9]
- YES! Сатору Макимуры[9]
- Ashi Girl Кодзуэко Моримото[9]
- Kyō wa Kaisha Yasumimasu. Мари Фудзимуры[9]
- Suna to Iris Синобу Нисимуры[9]
- Samurai Kaasan Plus Мины Итабы[9]
- Caramel Time Нао Ариты[9]
- Kozue no Mori Аями Канэмори[9]